# 黄石长江大桥
黄石长江大桥位于中国长江中游的湖北省黄石市，是一座预应力混凝土箱梁桥。该桥连接黄石市与浠水县，2010年鄂东长江大桥建成之前是国家高速公路网  大广高速和  沪渝高速以及  福银高速的共用过江通道。于1991年7月开工建设，1995年12月建成通车。黄石长江大桥全长2580.08米，主桥长1060米，主跨245米。